# Октябрьская премия (СФРЮ)

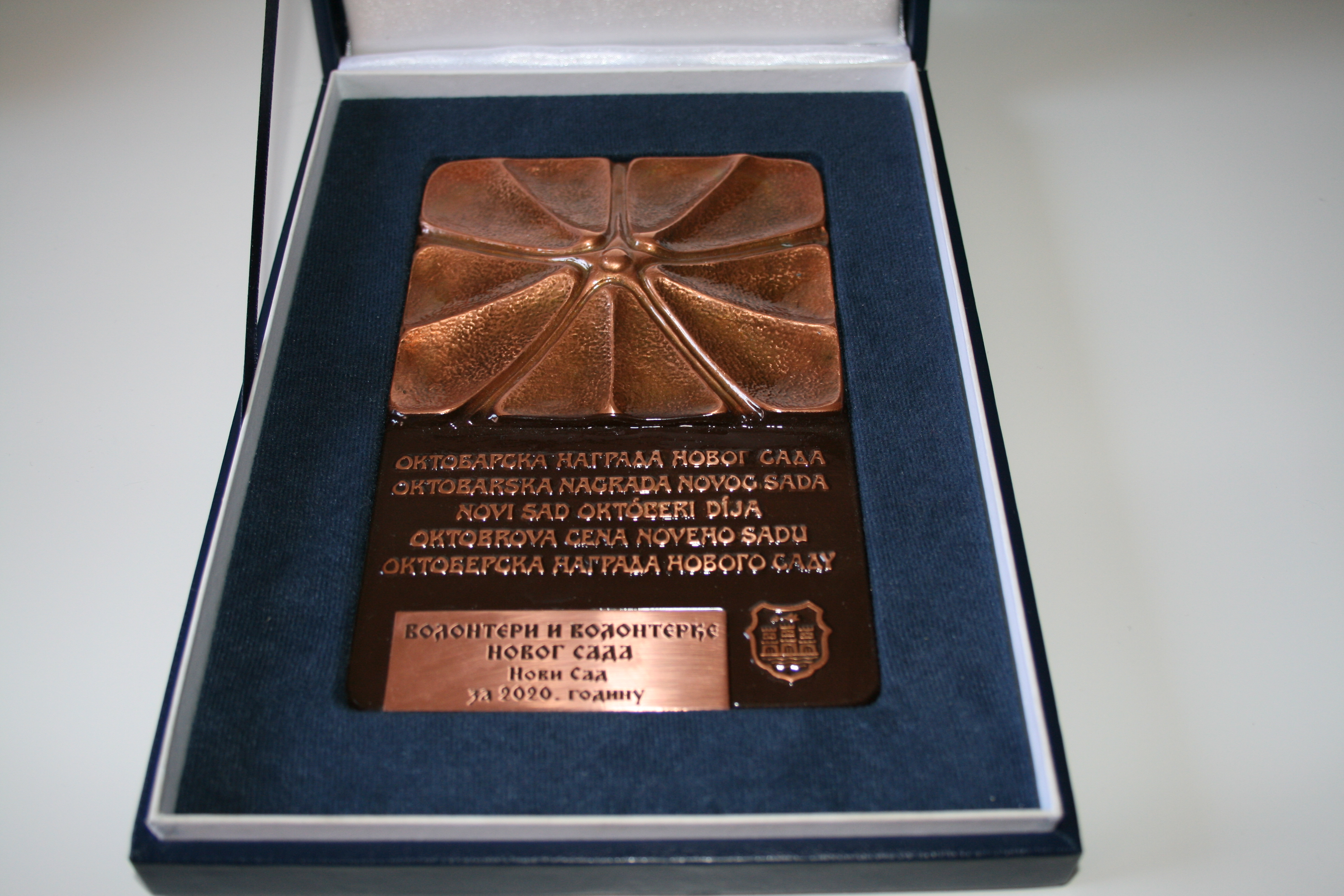
Октябрьская премия 2020 года города Нови-Сад

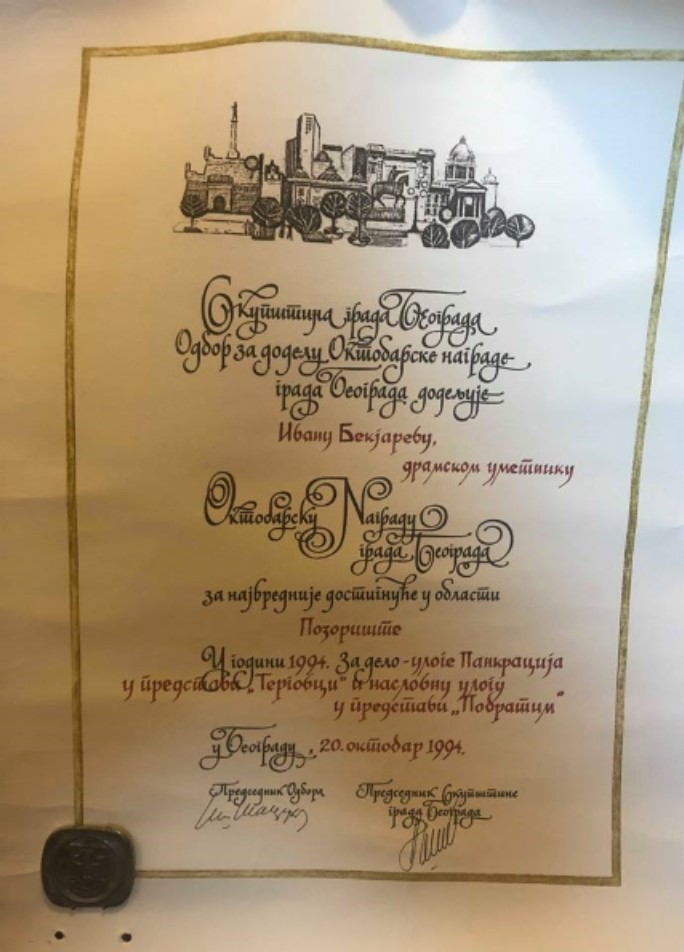
Грамота, вручаемая с премией

Октябрьская премия (серб. Октобарска награда) — награда бывшей СФРЮ, которая вручалась в знак признания выдающихся достижений в области экономики, социальной, культурной и другой деятельности физическим и юридическим лицам.
Являлась официальным признанием выдающихся достижений в области экономики, науки, искусства, музыки, медицины, архитектуры и градостроительства, изобретательства, образования, спорта, защиты окружающей среды, героических подвигов и многого другого. Присуждалась или была присуждена в некоторых частях бывшей Югославии после Второй мировой войны.
Октябрьскими премиями обычно награждали городские власти или единицы местного самоуправления (муниципалитеты) в Сербии или Черногории. Название «Октябрь» относится к датам в октябре 1944 года, когда эти районы были освобождены от немецко-фашистской оккупации. Из всех них самой престижно была Октябрьская премия города Белграда, которой ознаменовано освобождение города 20 октября 1944 года.
После распада СФРЮ и введения многопартийной системы, в некоторых из этих городов и муниципалитетов Октябрьские премии были отменены по политическим мотивам, учитывая, что события, ранее отмеченные «демократией», иногда интерпретируются как установление коммунистической диктатуры.
Октябрьскими премиями были награждены города: 
- Апатин
- Бачка-Паланка
- Белград
- Врбас
- Жабаль
- Кула
- Земун
- Зренянин
- Крагуевац
- Кралево
- Кикинда
- Лесковац
- Нови-Сад
- Ниш
- Смедерево
- Сомбор
- Панчево
- Парачин
- Пожаревац
- Герцег-Нови
- Шабац

В Сербии и Черногории до сих пор продолжаются награждения Октябрькими премиями.